# Vladislav I al Boemiei
Vladislav I (n. 1065 – d. 12 aprilie 1125, Praga, Sfântul Imperiu Roman), aparținând Dinastiei Přemyslid, a fost duce al Boemiei din 1109 până în 1117 și din 1120 până la sfârșitul vieții.

## Biografie
Vladislav I a fost fiul primului rege al Boemiei, Vratislav al II-lea, și al soției sale, Świętosława de Polonia. Frații săi au fost: Sobeslav I, Bořivoj al II-lea și Bretislav al II-lea.
Susținător loial al Dinastiei Saliene în timpul revoltelor saxone, tatăl său a primit în 1085 demnitatea regală de la împăratul Henric al IV-lea.
În ultimii săi ani, Vratislav al II-lea fusese implicat în conflicte cu frații săi mai mici, prinții moravi Conrad de Brno și Otto de Olomouc, precum și cu fiul său cel mare, Bretislau al II-lea. La moartea lui Vratislav al II-lea în 1092, fratele său, Conrad, desemnat succesor conform vechii reguli, a urcat pe tron. Totuși, conflictele în familie au continuat. Conrad a murit opt luni mai târziu, iar Bretislau al II-lea s-a luptat cu fiii săi, Ulrich de Brno (Oldřich) și Luitpold de Znojmo, care au fost nevoiți să-și părăsească domeniile din Moravia. Cu sprijinul împăratului, Bretislau l-a numit succesor pe fratele său vitreg mai mic, Bořivoj al II-lea, încălcând astfel vechea regulă a succesiunii.
Acest lucru a dus la declanșarea unui război civil după moartea lui Bretislau al II-lea la 22 decembrie 1100. După abdicarea împăratului Henric al IV-lea, au izbucnit lupte, iar Bořivoj al II-lea a fost în cele din urmă îndepărtat de la cârmuirea Boemiei de vărul său, Svatopluk I, fiul lui Otto de Olomouc, în 1107.
Abia după asasinarea lui Svatopluk la 21 septembrie 1109, Vladislav I a fost recunoscut ca duce în detrimentul fratelui său mai mare, Bořivoj al II-lea. El a intrat curând în conflict cu Bořivoj care își cerea drepturile și care, cu ajutorul ducelui polonez Boleslav al III-lea, a reușit să se stabilească la Praga în decembrie același an.
Noul rege Henric al V-lea a plecat spre Boemia unde a ajuns la începutul anului 1110. El i-a chemat pe cei doi pretendeți înaintea sa, l-a recunoscut pe Vladislav ca duce și l-a pus pe rivalul său sub pază la castelul Hammerstein de pe Rin. În 1114 Vladislav a primit titlul de paharnic al curții imperiale.
Ducele a trebuit să se confrunte și cu pretențiile fratelui lui Svatopluk, principele moravian Otto al II-lea de Olomouc, pe care l-a expulzat din fieful său între 1110 și 1113. De două ori, în 1111 și 1113, Vladislav I a fost atacat de fratele său mai mic, Sobeslav care se refugiase în Polonia. În 1115 medierea lui Boleslav al III-lea a dus la reconciliere, dar aceasta a fost urmată în 1123 de o nouă ruptură și de o nouă fugă a lui Sobeslav.
În 1117 Vladislav a fost de acord să se împace cu fratele său, Bořivoj al II-lea, și să împartă conducerea ducatului cu acesta. Înțelegerea nu a durat mult deoarece în august 1120, urmare a unui nou conflict, Bořivoj s-a retras în Ungaria unde a murit la 2 februarie 1124. Deși împăratul Henric al V-lea a reușit în cele din urmă să-l impună pe Vladislav I, luptele interne din Boemia nu au încetat.
La începutul anului 1125 Vladislav I s-a îmbolnăvit, Sobeslav s-a întors din nou în Boemia și cu sprijinul mamei lor, Świętosława de Polonia, a reușit să-i succeadă fratelui său, care a murit la 12 aprilie 1125, în detrimentul lui Otto al II-lea de Olomouc ale cărui pretenții au fost din nou respinse. 
Domnia lui Vladislav a fost marcată de luptele pentru putere. Vladislav a susținut catolicismul și colonizarea Boemiei. Împreună cu soția sa, Richenza, Vladislav a întemeiat în 1112 Mănăstirea Plasy în regiunea din vestul Boemiei care a aparținut mai târziu populației numite Chodové, și în 1115 Mănăstirea Kladruby pentru călugării Ordinului cistercian cărora le-a oferit posesiuni în nordul Boemiei lângă Český Dub, în vecinătatea sorabilor. Vladislav a alungat în Polonia o parte a nobilimii locale aflate sub conducerea fratelui său, Sobeslav I, de unde aceștia au încercat în mod constant schimbarea puterii în Boemia. Cârmuirea sa a fost întreruptă ca rezultat al presiunii exercitate de margraful Austriei, care urmărea aducerea lui Bořivoj pe tronul Boemiei, fratele lui Vladislav. În 1114 Vladislav a fost, de asemenea, paharnic la curtea imperială. În 1121 a reconstruit Cetatea Dohna care fusese distrusă la începutul secolului al XII-lea.

## Căsătorie și descendenți
În 1112 Vladislav s-a căsătorit cu Richeza (d. 27 septembrie 1125) de Berg, fiică a contelui Henric de Berg-Schelklingen. Vladislav se înrudea prin căsătorie cu ducele Boleslav al III-lea al Poloniei a cărui soție era Salomea de Berg. Vladislav I și soția sa, Richenza, au avut copii:
- Vladislav (1110–1174), duce și mai târziu rege al Boemiei;[5]
- Depold (d. 1167), duce de Jamnitz (sau Theobald sau Diepold I);[5]
- Henric (d. după 1169), cunoscut și sub numele de Jindrich;
- Svatava (d. după 1146), căsătorită cu contele Frederic al III-lea de Diessen.